# 天主教布埃納文圖拉教區
天主教布埃納文圖拉教區（拉丁語：Dioecesis Bonaventurensis）是哥倫比亞一個羅馬天主教教區，屬卡利總教區。
1952年11月14日設宗座代牧區，1996年11月30日升為教區。
教區位於考卡山谷省西部。2012年有教友424,380人，佔轄區總人口98.0%。教區下轄廿一個堂區，有卅三名司鐸。現任教區主教為海科特·埃帕尔扎·昆泰罗。